# Cincinnati Open 2020 - Qualificazioni singolare maschile
Le qualificazioni del singolare maschile del Cincinnati Open 2020 sono state un torneo di tennis preliminare per accedere alla fase finale della manifestazione. I vincitori dell'ultimo turno sono entrati di diritto nel tabellone principale. In caso di ritiro di uno o più giocatori aventi diritto a questi sono subentrati i lucky loser, ossia i giocatori che hanno perso nell'ultimo turno ma che avevano una classifica più alta rispetto agli altri partecipanti che avevano comunque perso nel turno finale.

## Teste di serie
1. Gilles Simon (ultimo turno)
2. Jérémy Chardy (primo turno)
3. Pablo Cuevas (primo turno)
4. Aljaž Bedene (qualificato)
5. Juan Ignacio Londero (primo turno)
6. Steve Johnson (primo turno)
7. Jordan Thompson (ultimo turno)
8. João Sousa (primo turno)
9. Radu Albot (primo turno)
10. Mikael Ymer (primo turno)
11. Jahor Herasimaŭ (primo turno)
12. Kwon Soon-woo (ultimo turno)

1. Ričardas Berankis (qualificato)
2. Jannik Sinner (primo turno)
3. Attila Balázs (primo turno)
4. Cameron Norrie (qualificato)
5. Federico Delbonis (primo turno)
6. Gianluca Mager (primo turno)
7. Laslo Đere (primo turno)
8. Thiago Monteiro (ultimo turno, ritirato)
9. Márton Fucsovics (qualificato)
10. Dennis Novak (ultimo turno)
11. Stefano Travaglia (primo turno)
12. Yūichi Sugita (primo turno)

## Qualificati
1. Sebastian Korda
2. Emil Ruusuvuori
3. Ričardas Berankis
4. Aljaž Bedene
5. Mackenzie McDonald
6. Márton Fucsovics

1. Salvatore Caruso
2. Cameron Norrie
3. Marcos Giron
4. Lloyd Harris
5. Jeffrey John Wolf
6. Norbert Gombos

## Tabellone

### Legenda
| - Q = Qualificato - WC = Wild card - LL = Lucky loser | - ALT = Alternate - SE = Special Exempt - PR = Protected Ranking | - w/o = Walkover - r = Ritirato - d = Squalificato |

### Sezione 1
|  | Primo turno | Primo turno     | Primo turno  | Primo turno | Primo turno |  |  | Ultimo turno | Ultimo turno    | Ultimo turno | Ultimo turno | Ultimo turno |  |
|  |             |                 |              |             |             |  |  |              |                 |              |              |              |  |
|  | 1           | Gilles Simon    | Gilles Simon | 6           | 6           |  |  |              |                 |              |              |              |  |
|  | Alt         | Tarō Daniel     | Tarō Daniel  | 3           | 3           |  |  | 1            | Gilles Simon    | 6            | 0            | 1            |  |
|  | WC          | Sebastian Korda | 6            | 4           | 6           |  |  | WC           | Sebastian Korda | 3            | 6            | 6            |  |
|  | 15          | Attila Balázs   | 4            | 6           | 3           |  |  |              |                 |              |              |              |  |

### Sezione 2
|  | Primo turno | Primo turno     | Primo turno     | Primo turno | Primo turno |  |  | Ultimo turno | Ultimo turno    | Ultimo turno    | Ultimo turno | Ultimo turno |  |
|  |             |                 |                 |             |             |  |  |              |                 |                 |              |              |  |
|  | 2           | Jérémy Chardy   | Jérémy Chardy   | 0           | 4           |  |  |              |                 |                 |              |              |  |
|  |             | Emil Ruusuvuori | Emil Ruusuvuori | 6           | 6           |  |  |              | Emil Ruusuvuori | Emil Ruusuvuori | 6            | 2            |  |
|  |             | Federico Coria  | Federico Coria  | 3           | 4           |  |  | 20           | Thiago Monteiro | Thiago Monteiro | 4            | 1r           |  |
|  | 20          | Thiago Monteiro | Thiago Monteiro | 6           | 6           |  |  |              |                 |                 |              |              |  |

### Sezione 3
|  | Primo turno | Primo turno                 | Primo turno                 | Primo turno | Primo turno |  |  | Ultimo turno | Ultimo turno      | Ultimo turno | Ultimo turno | Ultimo turno |  |
|  |             |                             |                             |             |             |  |  |              |                   |              |              |              |  |
|  | 3           | Pablo Cuevas                | Pablo Cuevas                | 4           | 65          |  |  |              |                   |              |              |              |  |
|  |             | Yasutaka Uchiyama           | Yasutaka Uchiyama           | 6           | 7           |  |  |              | Yasutaka Uchiyama | 2            | 7            | 64           |  |
|  |             | Alejandro Davidovich Fokina | Alejandro Davidovich Fokina | 3           | 4           |  |  | 13           | Ričardas Berankis | 6            | 5            | 7            |  |
|  | 13          | Ričardas Berankis           | Ričardas Berankis           | 6           | 6           |  |  |              |                   |              |              |              |  |

### Sezione 4
|  | Primo turno | Primo turno   | Primo turno  | Primo turno | Primo turno |  |  | Ultimo turno | Ultimo turno | Ultimo turno | Ultimo turno | Ultimo turno |  |
|  |             |               |              |             |             |  |  |              |              |              |              |              |  |
|  | 4           | Aljaž Bedene  | Aljaž Bedene | 6           | 7           |  |  |              |              |              |              |              |  |
|  | WC          | Denis Kudla   | Denis Kudla  | 4           | 5           |  |  | 4            | Aljaž Bedene | 4            | 6            | 6            |  |
|  | Alt         | Damir Džumhur | 7            | 1           | 4           |  |  | 22           | Dennis Novak | 6            | 3            | 4            |  |
|  | 22          | Dennis Novak  | 5            | 6           | 6           |  |  |              |              |              |              |              |  |

### Sezione 5
|  | Primo turno | Primo turno          | Primo turno          | Primo turno | Primo turno |  |  | Ultimo turno | Ultimo turno       | Ultimo turno | Ultimo turno | Ultimo turno |  |
|  |             |                      |                      |             |             |  |  |              |                    |              |              |              |  |
|  | 5           | Juan Ignacio Londero | Juan Ignacio Londero | 4           | 6(0)        |  |  |              |                    |              |              |              |  |
|  |             | Dominik Koepfer      | Dominik Koepfer      | 6           | 7           |  |  |              | Dominik Koepfer    | 7            | 5            | 65           |  |
|  | WC          | Mackenzie McDonald   | Mackenzie McDonald   | 7           | 6           |  |  | WC           | Mackenzie McDonald | 6(0)         | 7            | 7            |  |
|  | 24          | Yūichi Sugita        | Yūichi Sugita        | 63          | 3           |  |  |              |                    |              |              |              |  |

### Sezione 6
|  | Primo turno | Primo turno       | Primo turno       | Primo turno | Primo turno |  |  | Ultimo turno | Ultimo turno     | Ultimo turno     | Ultimo turno | Ultimo turno |  |
|  |             |                   |                   |             |             |  |  |              |                  |                  |              |              |  |
|  | 6           | Steve Johnson     | 3                 | 7           | 2           |  |  |              |                  |                  |              |              |  |
|  |             | Pedro Martínez    | 6                 | 64          | 6           |  |  |              | Pedro Martínez   | Pedro Martínez   | 1            | 2            |  |
|  | WC          | Brandon Nakashima | Brandon Nakashima | 2           | 4           |  |  | 21           | Márton Fucsovics | Márton Fucsovics | 6            | 6            |  |
|  | 21          | Márton Fucsovics  | Márton Fucsovics  | 6           | 6           |  |  |              |                  |                  |              |              |  |

### Sezione 7
|  | Primo turno | Primo turno      | Primo turno     | Primo turno | Primo turno |  |  | Ultimo turno | Ultimo turno     | Ultimo turno     | Ultimo turno | Ultimo turno |  |
|  |             |                  |                 |             |             |  |  |              |                  |                  |              |              |  |
|  | 7           | Jordan Thompson  | Jordan Thompson | 6           | 7           |  |  |              |                  |                  |              |              |  |
|  | WC          | Michael Mmoh     | Michael Mmoh    | 2           | 62          |  |  | 7            | Jordan Thompson  | Jordan Thompson  | 4            | 4            |  |
|  |             | Salvatore Caruso | 5               | 6           | 6           |  |  |              | Salvatore Caruso | Salvatore Caruso | 6            | 6            |  |
|  | 14          | Jannik Sinner    | 7               | 4           | 2           |  |  |              |                  |                  |              |              |  |

### Sezione 8
|  | Primo turno | Primo turno      | Primo turno      | Primo turno | Primo turno |  |  | Ultimo turno | Ultimo turno    | Ultimo turno | Ultimo turno | Ultimo turno |  |
|  |             |                  |                  |             |             |  |  |              |                 |              |              |              |  |
|  | 8           | João Sousa       | João Sousa       | 3           | 3           |  |  |              |                 |              |              |              |  |
|  | PR          | Kamil Majchrzak  | Kamil Majchrzak  | 6           | 6           |  |  | PR           | Kamil Majchrzak | 7            | 2            | 4            |  |
|  |             | Michail Kukuškin | Michail Kukuškin | 63          | 2           |  |  | 16           | Cameron Norrie  | 5            | 6            | 6            |  |
|  | 16          | Cameron Norrie   | Cameron Norrie   | 7           | 6           |  |  |              |                 |              |              |              |  |

### Sezione 9
|  | Primo turno | Primo turno      | Primo turno      | Primo turno | Primo turno |  |  | Ultimo turno | Ultimo turno     | Ultimo turno | Ultimo turno | Ultimo turno |  |
|  |             |                  |                  |             |             |  |  |              |                  |              |              |              |  |
|  | 9           | Radu Albot       | Radu Albot       | 3           | 2           |  |  |              |                  |              |              |              |  |
|  |             | Grégoire Barrère | Grégoire Barrère | 6           | 6           |  |  |              | Grégoire Barrère | 6            | 62           | 4            |  |
|  |             | Marcos Giron     | Marcos Giron     | 6           | 6           |  |  |              | Marcos Giron     | 4            | 7            | 6            |  |
|  | 19          | Laslo Đere       | Laslo Đere       | 2           | 2           |  |  |              |                  |              |              |              |  |

### Sezione 10
|  | Primo turno | Primo turno    | Primo turno    | Primo turno | Primo turno |  |  | Ultimo turno | Ultimo turno  | Ultimo turno | Ultimo turno | Ultimo turno |  |
|  |             |                |                |             |             |  |  |              |               |              |              |              |  |
|  | 10          | Mikael Ymer    | Mikael Ymer    | 5           | 5           |  |  |              |               |              |              |              |  |
|  |             | Lloyd Harris   | Lloyd Harris   | 7           | 7           |  |  |              | Lloyd Harris  | 6            | 4            | 6            |  |
|  |             | Andrej Martin  | Andrej Martin  | 6           | 7           |  |  |              | Andrej Martin | 2            | 6            | 1            |  |
|  | 18          | Gianluca Mager | Gianluca Mager | 2           | 5           |  |  |              |               |              |              |              |  |

### Sezione 11
|  | Primo turno | Primo turno       | Primo turno       | Primo turno | Primo turno |  |  | Ultimo turno | Ultimo turno      | Ultimo turno | Ultimo turno | Ultimo turno |  |
|  |             |                   |                   |             |             |  |  |              |                   |              |              |              |  |
|  | 11          | Jahor Herasimaŭ   | Jahor Herasimaŭ   | 3           | 1           |  |  |              |                   |              |              |              |  |
|  | WC          | Jeffrey John Wolf | Jeffrey John Wolf | 6           | 6           |  |  | WC           | Jeffrey John Wolf | 2            | 6            | 6            |  |
|  |             | Jaume Munar       | Jaume Munar       | 6           | 7           |  |  |              | Jaume Munar       | 6            | 2            | 4            |  |
|  | 17          | Federico Delbonis | Federico Delbonis | 1           | 63          |  |  |              |                   |              |              |              |  |

### Sezione 12
|  | Primo turno | Primo turno       | Primo turno | Primo turno | Primo turno |  |  | Ultimo turno | Ultimo turno   | Ultimo turno | Ultimo turno | Ultimo turno |  |
|  |             |                   |             |             |             |  |  |              |                |              |              |              |  |
|  | 12          | Kwon Soon-woo     | 4           | 6           | 6           |  |  |              |                |              |              |              |  |
|  |             | Andreas Seppi     | 6           | 3           | 4           |  |  | 12           | Kwon Soon-woo  | 64           | 7            | 4            |  |
|  | Alt         | Norbert Gombos    | 7           | 4           | 6           |  |  | Alt          | Norbert Gombos | 7            | 6(1)         | 6            |  |
|  | 23          | Stefano Travaglia | 6           | 6           | 4           |  |  |              |                |              |              |              |  |